# Maurus Bächl

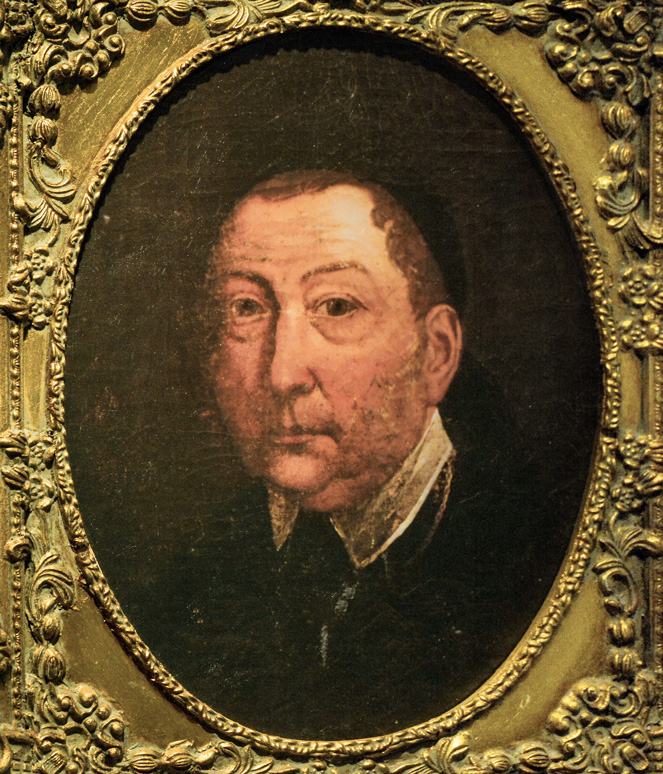
Abt Maurus Bächl

Maurus Bächl OSB, Taufname: Daniel Bächl (* 14. April 1668 in Rötz; † 20. April 1749 in Weltenburg) war ein deutscher Benediktiner aus dem Kloster Frauenzell in der Oberpfalz und  Abt des Benediktinerklosters Weltenburg in Niederbayern.

## Leben
Daniel Bächl erhielt seine schulische Ausbildung offensichtlich bei den Augustiner-Eremiten in Kloster Schöntal bei Rötz in der Oberpfalz und studierte anschließend Philosophie an der Universität Prag. Danach trat er in das Benediktinerkloster Frauenzell ein, wo er nach dem Noviziat am 15. Januar 1690 die Profess ablegte und den Ordensnamen Maurus erhielt. Nach dem Studium der Theologie empfing er 1693 die Priesterweihe und übernahm in Frauenzell später das Amt des Priors. Im Jahr 1710 wurde er als Prior und Vizeadministrator für das Benediktinerkloster Ensdorf bei Amberg bestellt. Er sollte die Wirtschaft und Finanzen des Klosters sanieren und den Neubau von Kloster und Kirche voranbringen.
Im Jahr 1713 wurde er als Abt des Benediktinerklosters Weltenburg postuliert. Für das Amt hatte ihn sein erfolgreiches Wirken in Ensdorf empfohlen. In seine Amtszeit fällt die vollständige bauliche Erneuerung des maroden Klosters. Als erstes ließ er 1714 die nahe Frauenbergkapelle erneuern, um sie nach dem Abriss der alten Klosterkirche für die Gottesdienste des Konvents nutzbar zu machen. Es folgte 1714–1716 der Neubau des Konventgebäudes. Anschließend begann ab 1714 der Neubau der Klosterkirche. Als Architekten hatte Maurus Bächl aus München den berühmten Cosmas Damian Asam gewonnen, der auch  Fresken und Altarbilder für die Kirche schuf. Für die Altäre und Stuckarbeiten wurde dessen Bruder Egid Quirin Asam gewonnen. Mit den Brüdern Asam war Maurus Bächl bereits in Ensdorf bei der Ausstattung der dortigen Klosterkirche in Berührung gekommen. Die Arbeiten an der Klosterkirche in Weltenburg waren bis 1735 weitgehend abgeschlossen; Restarbeiten zogen sich noch bis 1751 hin. Die Finanzierung dieser gewaltigen Bauprojekte war für das kleine und wenig begüterte Kloster nur aufgrund der klugen und sorgfältigen Wirtschaftsführung von Abt Maurus Bächl möglich. Es gelang eine nachhaltige Verbesserung der wirtschaftlichen und finanziellen Grundlage des Klosters.
Mit der Amtszeit von Abt Maurus Bächl begann für Weltenburg eine  glanzvolle Phase kultureller und geistiger Blüte, die bis zur Aufhebung des Klosters im Zuge der Säkularisation von 1803 andauerte. Maurus Bächl resignierte im Jahr 1743 als Abt von Weltenburg. Anlass dafür waren neben dem Alter auch die schmerzlichen Erfahrungen des österreichischen Erbfolgekrieges, der für das Kloster schwere finanzielle Rückschläge, Einquartierungen und Todesfälle brachte.